# Стерпито ди Сото (Потенца)
Стерпито ди Сото (итал. Sterpito di Sotto) је насеље у Италији у округу Потенца, региону Базиликата.
Према процени из 2011. у насељу је живело 92 становника. Насеље се налази на надморској висини од 654 м.